# أولاد عمي بن الطالب (أولاد سي عيسى)
أولاد عمي بن الطالب هو دُوَّار يقع بجماعة رأس العين الشاوية، إقليم سطات، جهة الدار البيضاء سطات في المملكة المغربية. ينتمي الدوّار لمشيخة أولاد سي عيسى التي تضم 5 دواوير. يقدر عدد سكانه بـ 987 نسمة حسب الإحصاء الرسمي للسكان والسكنى لسنة 2004.

## روابط خارجية
- البوابة الوطنية للجماعات الترابية
- المندوبية السامية للتخطيط